# 鳴梁：怒海交鋒
《鳴梁：怒海交鋒》（韩语：／ Myeongryang；又译《鸣梁：旋风之海》）是一部2014年上映的韓國古裝战争電影，首次將萬曆朝鮮之役時期李舜臣率軍以十二艘板屋船擊退三百三十餘艘日艦，取得勝利的鳴梁海戰搬到大銀幕的作品，該片耗時6個月輾轉各地拍攝長達61分鐘的海戰，由的導演金漢珉執導，崔岷植與柳承龍主演。
影片是“李舜臣三部曲”的第一部，续集《闲山：龙的出现》于2022年7月27日在韩国上映。

## 剧情
公元1597年10月26日，朝鲜王朝名将李舜臣为阻止日军沿黄海北上，利用鸣梁海峡的地理特点，与入侵的日本丰臣政权在鸣梁海峡展开一场海战。结果李舜臣以十二艘板屋船击退日舰三百余艘取得此次海战的大捷。

## 演員陣容

### 主角
- 崔岷植：李舜臣（朝鲜三道水军节度使（朝鲜语：삼도수군통제사））
- 柳承龍：來島通總（日本大名、水军将领）

### 其余角色
- 金明坤：藤堂高虎（日本大名、水军总大将）
- 金康日：加藤嘉明（日本大名、水军将领）
- 趙震雄：脇坂安治（日本大名、水军将领）
- 晉久：任俊永（虚构人物，朝鲜探马，鄭氏之夫）
- 李貞賢：鄭氏（虚构人物，任俊永之妻）
- 魯敏宇：Haru（虚构人物，來島氏忍者）
- 權律：李薈（李舜臣之子）
- 金太勳：金鐘傑
- 大谷亮平：俊沙（原日军军官，后投朝鲜）
- 金元海：裴楔（朝鲜语：배설 (1551년)）（庆尚右水使）
- 朴努植（朝鲜语：박노식 (1971년)）：金亿秋（朝鲜语：김억추）（全罗右水使）
- 李承俊：安衛（朝鲜语：안위 (조선 무신)）（巨济县令）
- 朴寶劍：裴水凤
- 高庚杓：吳堤
- 李海榮：宋希立

## 制作
根据导演金漢珉介绍，因为他的出生地是李舜臣将军的故乡，所以他从小就对李舜臣很敬佩。当他做了导演后就一直想拍一部关于李舜臣的作品。2008年开始筹备本片，历时四年制作完成，其中写剧本就用了两年的时间。一些内容参考了李舜臣留下的日记来拍摄，一些则通过想象力去完成。对于影片所要表达的主题，金汉珉表示：“可以说是告诉大家任何困难都是可以克服的吧，还有李舜臣将军这个人为什么那么伟大，电影中李舜臣将军用了很少的船赢了别人几百艘船的故事，刻画出了他坚强的意志，只要是自己无惧挫折、恐惧，和大家一条心一起克服这些困难，我想观众在看这个片的时候也跟着会感觉到那股力量，观众也许会跟着笑，跟着哭，有所感动，也许《鸣梁：旋风之海》这部电影就是想表达这样的信息”。

## 票房

### 
刷新韓國影史上多項票房紀錄，包括首映最多觀影人數68萬、平日最多觀影人數98萬、單日最多觀影人數125萬，上映僅過了12天即成為韓影史上第10部以及最快突破觀影人數逾千萬的本土電影，而此前《駭人怪物》和《盜賊門》以22天保持著最短時間內突破1000萬觀影人次的紀錄，《鸣梁：旋风之海》將該紀錄足足提前了十天。截至2014年8月16日，共吸引1398萬觀影人次，超過《阿凡達》在韓國所保持的最多觀影人次（1362萬），成為韓國電影史上最賣座的電影；最終觀影人次為17,613,682人次。

### 中国大陆
最终累计2667万人民币。

## 奖项
第35届青龙电影奖
- 最佳导演：金漢珉
- 最多观影人电影

第51屆大鐘賞
- 最佳影片
- 最佳男主角：崔岷植

第51屆百想藝術大賞
- 電影部門 大賞：崔岷植

## 外部連結
- NAVER電影 （页面存档备份，存于）
- 互联网电影数据库（IMDb）上《鸣梁：旋风之海》的资料（英文）
- 豆瓣电影上《鳴梁：怒海交鋒》的資料 （简体中文）